# M26 Modular Accessory Shotgun System
Die M26 MASS (Modular Accessory Shotgun System) ist eine Unterlaufschrotflinte, die wie der M203-Granatwerfer, unter dem Handschutz eines M16- beziehungsweise M4-Sturmgewehrs angebracht werden kann. In der Erprobungsphase hieß die Waffe XM-26 LSS.

## Geschichte
Beim US Army’s Soldier Battle Lab hatte man in den späten 1990er Jahren die Idee, eine Flinte zu entwickeln, die unter den Lauf eines Sturmgewehrs montiert werden konnte, um im Häuserkampf über eine Waffe mit hoher Feuerkraft zu verfügen. Dieser Ansatz war nicht neu, die Firma Knight’s Armament Company hatte bereits das System Masterkey entwickelt, das für die Sturmgewehre M16 und M4 geeignet ist.

## Technik
Die Waffe stellt eine starke Verbesserung des Master-Key-Systems dar. Sie verfügt im Gegensatz zu diesem nicht mehr über ein fest installiertes Röhrenmagazin, sondern über ein austauschbares Kastenmagazin, was den Nachladevorgang erheblich beschleunigt. Des Weiteren wurde die Waffe mit einem Zylinder-Repetierverschluss ausgestattet (statt eines Pump-Action-Repetierverschlusses). Das MASS kann auch als Einzelwaffe benutzt werden, zu diesem Zweck wird es mit einem Pistolengriff und einer Schulterstütze versehen.